# Chapelle Sainte-Marguerite de Beaumont-du-Ventoux
La chapelle Sainte-Marguerite est une chapelle romane située dans les prés à proximité du hameau de Sainte-Marguerite, près de Beaumont-du-Ventoux dans le département français de Vaucluse en région Provence-Alpes-Côte d'Azur.

## Historique
La chapelle Sainte-Marguerite est une chapelle du XIIe siècle caractérisée par plusieurs éléments antérieurs utilisés en remploi.

## Architecture

### Le chevet
Le chevet est constitué d'une abside semi-circulaire unique bâtie en moellons. Il est percé d'une fenêtre absidiale encadrée de pierre de taille et est recouvert de tuiles.

### La nef
La nef unique est bâtie principalement en moellons, la pierre de taille se cantonnant à l'encadrement de la porte, à l'encadrement des baies situées en hauteur et aux chaînages d'angle, réalisés en grand appareil.
La nef est recouverte de tuiles et surmontée d'un clocheton en pierre de taille disposé parallèlement à la façade méridionale.
À l'intérieur, on trouve en remploi une stèle anépigraphique servant de support à un bénitier ainsi qu'un autel paléo-chrétien.
Fresque ornant le chœur représentant Sainte Marguerite de 1952.

### La porte et son arbre de vie
La porte est encadrée de pierre de taille en grand appareil. Dans le piédroit de la porte est encastrée une pierre de remploi gravée d'un arbre de vie carolingien,.

### Les fragments de linteau
Devant la porte sont disposés trois fragments d'un énorme linteau d'origine romaine gravés d'une inscription en latin, découvert en 1872, près de la chapelle Saint Roch. Issu probablement d'un monument funéraire, il y est fait mention d'un chevalier, préfet de cohorte, commandant dans l'armée de Mésie (ancienne région des Balkans). La pierre fut installée en 1988, par la mairie de Beaumont.

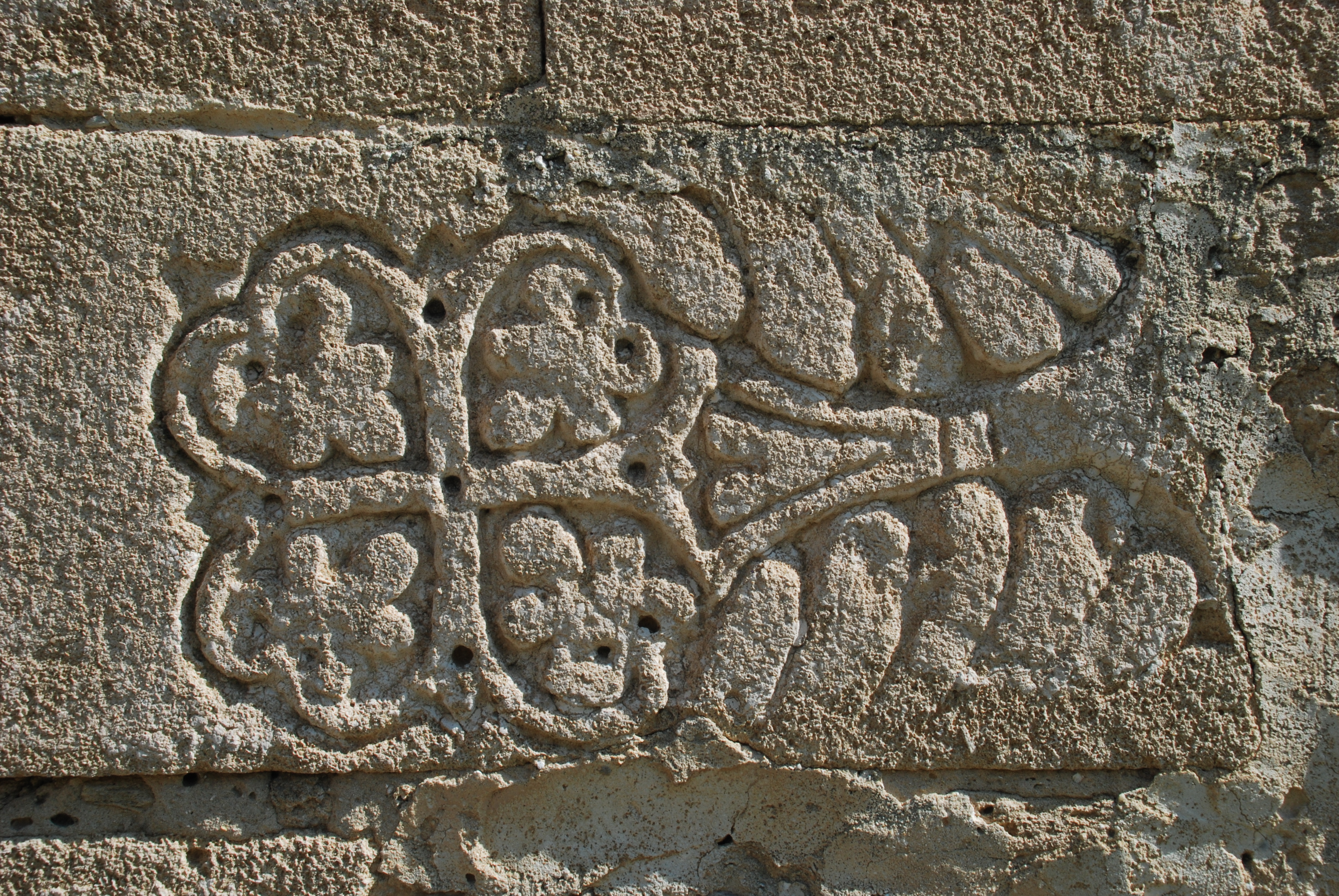
L'arbre de vie carolingien.
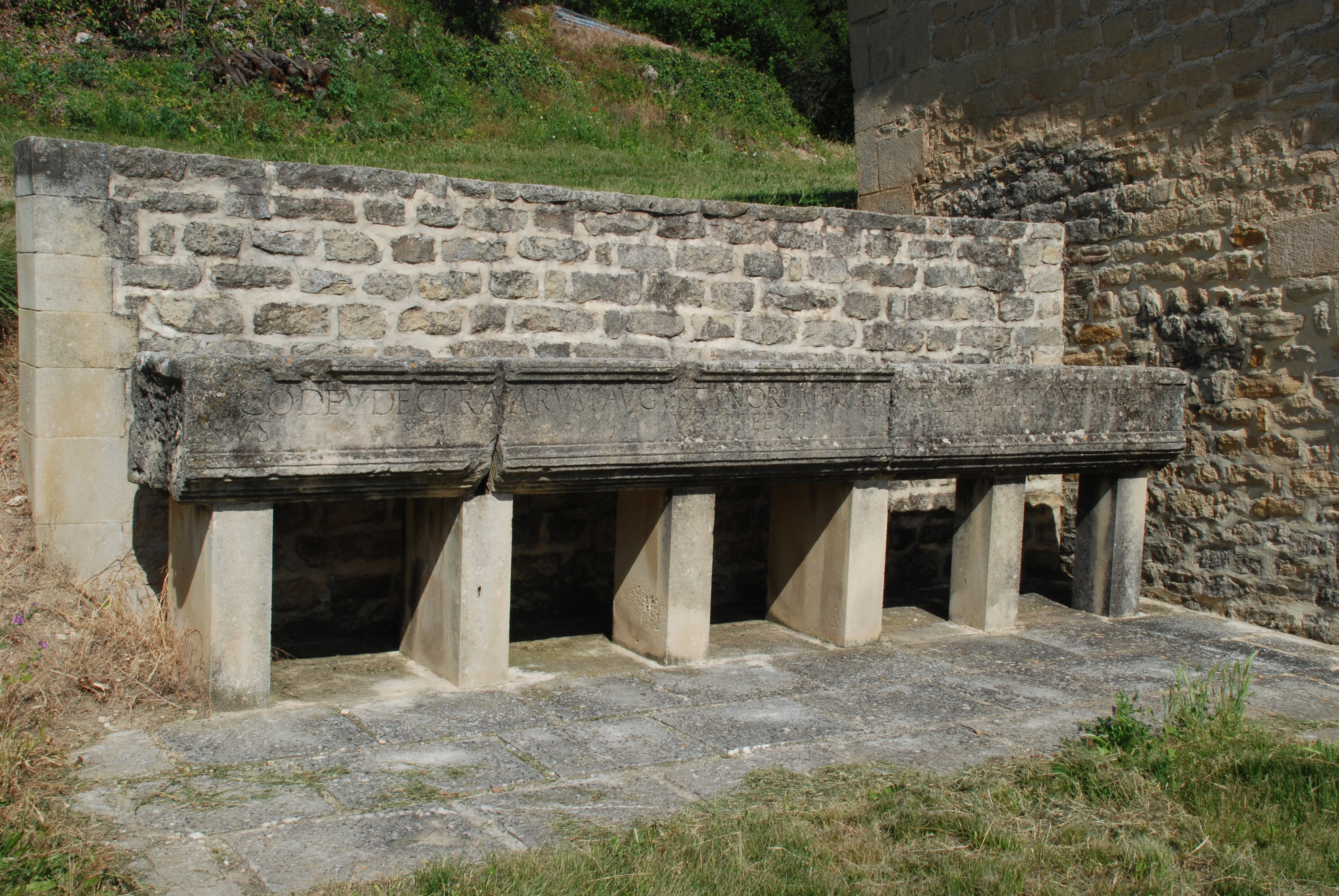
Le linteau.
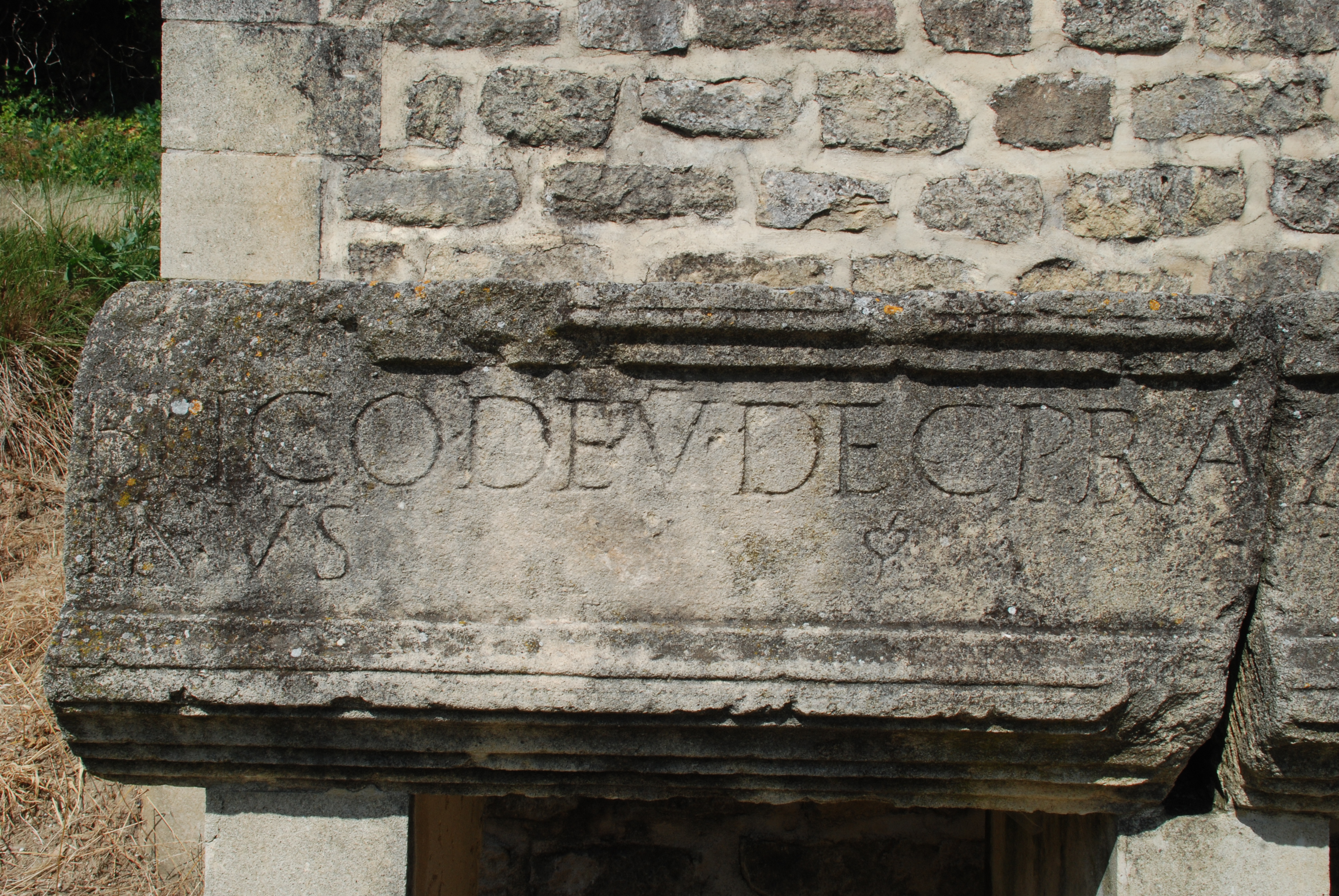
Fragment du linteau.